# San Jerónimo Tulijá
San Jerónimo Tulijá es una localidad del estado mexicano de Chiapas. Es parte del municipio de Chilón.

## Toponimia
El nombre «San Jerónimo» hace referencia al santo patrono de la localidad: Jerónimo de Estridón.

## Demografía
| Gráfica de evolución demográfica |
|                                  |

| Censo | Población |
| ----- | --------- |
| 1990  | 1 130     |
| 2000  | 1 196     |
| 2010  | 1 859     |
| 2020  | 1 763     |